# Faruq Z. Bey
Faruq Z. Bey (nombre denacimiento, Jesse Davis; Detroit, 4 de febrero de 1942 – 1 de junio de 2012) fue un saxofonista y compositor de jazz estadounidense. Bey era conocido por su trabajo con Griot Galaxy, con el que tocó diferentes composiciones, muchas de ellas de Bey. Los metros impares y los polirritmos eran una característica frecuente de las melodías del grupo, que darían paso a las secciones de free jazz. Originalmente comenzó en 1972, Griot Galaxy se estableció en su formación más estable alrededor de 1980, cuando Bey se unió a los saxofonistas David McMurray y Anthony Holland, así como al bajista Jaribu Shahid y al baterista Tani Tabbal. Griot Galaxy tocó en el Detroit Montreux Jazz Festival de 1983 (ahora el Detroit Jazz Festival), y realizó una gira por Europa a mediados de la década de 1980.
A mediados de los 80, Bey tuvo un grave accidente de moto que lo dejó en coma. Tuvo que pasar prácticamente una década para que volviera a tocar. Resurgió con un conjunto de viento madera llamado The Conspiracy Winds Ensemble. Comenzó a tocar en Speaking in Tongues y Hakim Jami's Street Band. Unió su talento con The Northwoods Improvisers, que dedicaron varios lanzamientos a la música de Bey. Sus colaboraciones frecuentes, con los saxofonistas Michael Carey y Skeeter Shelton, se unieron para las grabaciones de Northwoods Improviser. También tocó en Kindred, un cuarteto con Kennith Green, Kevin Callaway y Joel Peterson, y con la Odu Afrobeat Orchestra. Entre los últimos conjuntos de Bey estaba The Absolute Tonalist Society con Carey, Peterson y el baterista Kurt Prisbe.
Algunos de sus grabaciones más conocidas son Kins, Opus Krampus y Live at the DIA con Griot Galaxy, y Auzar y Ashirai Pattern con The Northwoods Improvisers.  Bey publicó dos libros de poesía, Year of the Iron Sheep y Etudes in Wanton Nesses, además del manifiesto estético Toward a Rational Aesthetic (1989).

## Discografía
Con Griot Galaxy
- Kins (Black & White, 1982)
- Live at the D.I.A. (Entropy Stereo, 1983)
- The Montreux/Detroit Collection- Volume Three: Motor City Modernists (1983)
- Opus Krampus (Sound Aspects, 1985)

Con Northwoods Improvisers
- 19 Moons (Entropy Stereo, 2001)
- Ashirai Pattern (Entropy Stereo, 2002)
- Auzar (Entropy Stereo, 2004)
- Journey Into The Valley (Entropy Stereo, 2004)
- Hymn for Tomasz Stanko (Qbico, 2005)
- Rwanda (Qbico, 2005)
- Infa'a (Qbico, 2006)
- Emerging Field (Entropy Stereo, 2009)
- Primal Waters (Sagittarius A-Star, 2011)

Con His Name Is Alive
- Detrola (Track 8 Only) (Silver Mountain, 2006)
- Silver Dragon (Silver Mountain, 2010)

Con Synchron
- Synchron (Sagittarius A-Star, 2012)

Con Faruq Z. Bey 4et
- Live at the Detroit Art Space (Sagittarius A-Star, 2012)

Poesía de Faruq
- Hymn Book of the Anciency (Entropy/Codex, 2006)

Con Phil Ranelin
- Vibes From The Tribe (Tribe, 1975)

Con Leroy Jenkins
- Beneath Detroit: The Creative Arts Collective Concerts at The Detroit Institute Of Arts 1979-92 (Geodesic)

Con M.L. Liebler
- The Kurl of the Butterfly's Tongue (Detroit Radio Company, 2008)
- Gasoline: The Detroit Legacy Sessions (Detroit Radio Company, 2009)

Con K.A.S. Serenity
- Return to Rainbow Bridge (POPP, 1996)

Con Dr. Prof. Leonard King
- Later Then Is Latter Now (Uuquipleu, 2019)

Con Keith Vreeland
- Bad Dog (2010)